# Rytm
En rytm är en periodisk variation. Ordet kommer från grekiskans ρυθμός, vilket betyder tempo. En rytm som följer ett regelbundet mönster kallas meter, särskilt inom poesin. Rytmer finns i alla sammanhang där tiden är en relevant aspekt, men förknippas särskilt med musik, dans och poesi.

## Rytmik
Rytmik är vetenskapen om rytmer. Ofta syftar ordet på en gymnastik där rytmer omsätts i rörelse. Rytmik kan även beskriva rytmisk karaktär i exempelvis musik, dans och poesi.
I musikteorin beskriver rytmiken musikens rytm och tempo, det vill säga musikaliska ljuds utsträckning i tiden.
Enligt västerländsk rytmik har en melodi en taktart, som innehåller ett antal slag i varje takt. Melodin har också ett tempo, som avgör hur lång tid som motsvaras av varje taktslag (beats per minute). Tillsammans anger dessa parametrar längden av en takt.
Ett notvärde anger hur lång en ton är, i förhållande till ett taktslag.
Olika musikgenrer använder rytmen olika. Afrikansk musik använder mycket polyrytmik, medan den västerländska klassiska musiken är tämligen enkel sedd från rytmisk synpunkt. Den håller sig till enkla taktarter som tre fjärdelstakt (3/4) eller fyra fjärdedelstakt (4/4) med låg grad av synkopering. Under 1900-talet skrev kompositörer som  Igor Stravinskij, Philip Glass och Steve Reich musik som var rytmiskt mera avancerad, samtidigt som modernister såsom Olivier Messiaen och hans elever använde ökad komplexitet för att upplösa känslan av en stadig puls. Även kompositören LaMonte Young skrev musik där den regelbundna rytmen är frånvarande, detta eftersom musiken består av långa utdragna borduntoner.
Afrikansk, kubansk och brasiliansk musik använder sig ofta av en eller flera rytmer som utgör musikens grund. I den kubanska musiken kallas grundrytmen clave, i traditionell västafrikansk musik klockrytmer (bell patterns), exempelvis bembé-rytmen.